# 棟篤神探
《棟篤神探》（英語：To Catch The Uncatchable），香港電視廣播有限公司製作的時裝偵探喜劇電視劇，由黃子華及蔡少芬領銜主演，監製徐正康。

## 演員表

### 莫家
| 演員   | 角色   | 關係 | 暱稱   |
| 黃子華 | 莫 展  | 劉並蒂之夫 莫作棟之父 已去世，只於眾人回憶中出鏡 | 莫沙展 |
| 黃子華 | 莫作棟 | 1968年4月3日出生 西九龍重案組A隊 史高拔之下屬 莫展、劉並蒂之子 李慧慧之鬥氣冤家，後為未婚夫 雖然擁有偵探般的頭腦，但患有哮喘，所以體能較差 於第14集體能測試及格 於第24集被沈端兒以玻璃瓶擊中頭部重傷 於第25集甦醒，但腦部存有淤血，隨時有可能爆發 於第25集因追捕小偷而腦部淤血發作，最後去世 於《來自喵喵星的妳》第22集中獲史高拔親口確認已去世 | 莫探員 |
| 雪 妮  | 劉並蒂 | 粵語殘片演員龍鳳劍，後息影 寡婦 莫展之妻 莫作棟之母 江義海之追求者兼好友 余大剑之好友 在第1至16集只在粵語長片露面，第17集才正式露出真面 | Betty  |

### 跑馬地重案組A隊
| 演員   | 角色   | 關係 | 暱稱         |
| 蔣志光 | 史高拔 | 高級督察 莫作棟、何偉橋、龍慶松、程國明、李佩貞、索瑪莉上司 暗戀索瑪莉，後為其男友                                         | 史sir/stupid |
| 黃子華 | 莫作棟 | 警長 史高拔下屬 參見莫家                                                                                                   | 莫探員/阿棟  |
| 韓君婷 | 索瑪莉 | 高級警員 史高拔下屬兼秘書 婦女保護清白協會主席 滿族人 清初索額圖後人 對史高拔有好感，後為其女友 名稱來自西片《情迷索瑪莉》 | Mary         |
| 伍文生 | 何偉橋 | 警員 史高拔下屬 | 阿嬌         |
| 王俊棠 | 龍慶松 | 警員 史高拔下屬 | 大隻佬       |
| 湯俊明 | 程國明 | 警員 史高拔、莫作棟下屬 | 阿明         |
| 陳安瑩 | 李佩貞 | 警員 史高拔、莫作棟下屬 | 師奶         |

### 宙斯保險公司
| 演員   | 角色    | 關係 | 暱稱                                                         |
| 蕭 亮  | 周老闆  | 宙斯保險公司行政總裁 梁仲文、李慧慧、羅密歐之上司 |                                                              |
| 林韋辰 | 梁仲文  | 曾為分區經理 李慧慧、羅密歐之上司 與招世勤有親密關係 參見神秘情人(第1-3集) | Simon                                                        |
| 蔡少芬 | 李慧慧  | 1974年3月12日出生 「維納斯A、B組」組長 莫作棟之鬥氣冤家，後為未婚妻 羅密歐之死敵 於第22集正式升為分區經理 Apple、Bonnie、Cat、Diane、Eva、Fanny之上司 趙美美、沈端兒之情敵 沈端兒、Judy、Mandy、Sandy舊同學 | Vivian Vivi姐 Vivi 女長人（莫作棟專用） 長頸鹿（羅密歐專用） |
| 魏駿傑 | 羅密歐  | 前「阿波羅組」組長 李慧慧之死敵 於第22集被解僱 姓名諧音羅密歐 | Romeo 蘿蔔歐（李慧慧專用）                                   |
| 張雪芹 | Apple   | 李慧慧之下屬 「維納斯A組」組員 曾欲跳槽至「阿波羅組」 |                                                              |
| 葉凱茵 | Bonnie  | 李慧慧之下屬 「維納斯A組」組員 曾欲跳槽至「阿波羅組」 |                                                              |
| 伍慧珊 | Cat     | 李慧慧之下屬 「維納斯A組」組員 曾欲跳槽至「阿波羅組」 |                                                              |
| 李彩寧 | Diane   | 李慧慧之下屬 「維納斯A組」組員 曾欲跳槽至「阿波羅組」 |                                                              |
| 李思蓓 | Eva     | 李慧慧之下屬 「維納斯A組」組員 曾欲跳槽至「阿波羅組」 |                                                              |
| 林影紅 | Fanny   | 李慧慧之下屬 「維納斯A組」組員 曾欲跳槽至「阿波羅組」 |                                                              |
| 邵傳勇 | Andy    | 曾為羅密歐下屬，後為李慧慧下屬 「阿波羅組」以及「維納斯B組」組員 |                                                              |
| 劉深宜 | Benny   | 曾為羅密歐下屬，後為李慧慧下屬 「阿波羅組」以及「維納斯B組」組員 |                                                              |
| 鄭世豪 | Calvin  | 曾為羅密歐下屬，後為李慧慧下屬 「阿波羅組」以及「維納斯B組」組員 |                                                              |
| 鍾建文 | Derek   | 曾為羅密歐下屬，後為李慧慧下屬 「阿波羅組」以及「維納斯B組」組員 |                                                              |
| 李永豪 | Edward  | 曾為羅密歐下屬，後為李慧慧下屬 「阿波羅組」以及「維納斯B組」組員 |                                                              |
| 李泳漢 | Frankie | 曾為羅密歐下屬，後為李慧慧下屬 「阿波羅組」以及「維納斯B組」組員 |                                                              |

### 與案件有關人物

#### 偷窺色魔案 (第1集)
| 演員   | 角色   | 關係                                                         | 暱稱    |
| 余慕蓮 | 蓮 姐  | 清潔女工 受害者，被色魔偷拍                                  | 冰皮    |
| 甘子正 | -      | 偷拍女廁色魔 于第1集被捕 宙斯保險公司之職員 參見宙斯保險公司 | Mr.色魔 |
| 魏駿傑 | 羅密歐 | 嫌疑犯 參見宙斯保險公司                                      |         |
| 邵傳勇 | Andy   | 嫌疑犯 參見宙斯保險公司                                      |         |
| 劉深宜 | Benny  | 嫌疑犯 參見宙斯保險公司                                      |         |
| 蔡少芬 | 李慧慧 | 曾被誤認為是受害者 參見宙斯保險公司                          |         |

#### 偷竊案(第1集)
| 演員   | 角色       | 關係                       | 暱稱 |
| 梁珈詠 | 售貨員     | 專門店售貨員               |      |
| 林佳蓉 | 補習班少女 | 偷竊超市脱毛貼 于第1集被捕 |      |
| 王從希 | 貴 婦      | 嫌疑犯                     |      |
| 許思敏 | 師 奶      | 嫌疑犯                     |      |
| 蔡少芬 | 李慧慧     | 嫌疑犯                     |      |

#### 秘密情人(第1-3集)
| 演員   | 角色   | 關係 | 暱稱                                                         |
| 郭耀明 | 招世勤 | 千葉酒店經理 同性戀者 暗戀梁仲文 殺害梁仲文之兇手 于第3集殺人被捕                                                                   | Kenny                                                        |
| 林韋辰 | 梁仲文 | 招世勤之暗戀對象 雙性戀者 租住千葉酒店1203號房間 于第1集欲強暴李慧慧未遂 于第1集被李慧慧襲擊而受傷，後被招世勤殺害 參見宙斯保險公司 | Simon                                                        |
| 蔡少芬 | 李慧慧 | 嫌疑犯 于第1集險被梁仲文強暴，反抗時襲擊梁仲文 參見宙斯保險公司                                                                     | Vivian Vivi姐 Vivi 女長人（莫作棟專用） 長頸鹿（羅密歐專用） |
| 蘇恩磁 | 郭律師 | 「闊太」 梁仲文的客戶及情人 因梁仲文去世而斷保                                                                                      |                                                              |
| 廖麗麗 | 梁 太  | 「闊太」 梁仲文的客戶及情人 因梁仲文去世而斷保                                                                                      |                                                              |
| 劉桂芳 | 朱 太  | 「闊太」 梁仲文的客戶及情人 因梁仲文去世而斷保                                                                                      |                                                              |
| 黃鳳瓊 | Nancy  | 「闊太」 梁仲文的客戶及情人 因梁仲文去世而斷保                                                                                      |                                                              |
| 蕭徽勇 | -      | 酒店職員 |                                                              |
| 林欣熹 | -      | 酒店職員 |                                                              |
| 黃梓瑋 | -      | 酒店職員 |                                                              |
| 黎秀英 | 蓮 姐  | 清潔女工（第2集） |                                                              |

#### 神龍性教(第3-6集)
| 演員   | 角色   | 關係 | 暱稱                                                         |
| 郭 峰  | 厲 昌  | 李秀芳之夫 厲立志之父 「玄天聖教」教主，實為賣淫販毒集團首腦 于第5集與黎小敏拉扯之中，不幸被李秀芳推至墮樓身亡    |                                                              |
| 姚子羚 | 黎小敏 | 黎榮之女 厲立志之女友 「玄天聖教」教徒 賣淫吸毒跑鐘妹 于第5集被厲昌用安非他命迷暈，後變成植物人                   | BeBe                                                         |
| 黎諾懿 | 厲立志 | 厲昌、李秀芳之子 黎小敏之男友 于第5集被卡車撞到而受重傷 于第6集甦醒                                               |                                                              |
| 韓馬利 | 李秀芳 | 厲昌之妻 厲立志之母 李慧慧之客户 因維護厲昌而窩藏毒品 于第5集因阻止厲昌傷害黎小敏，誤把厲昌推下樓 于第6集藏毒被捕 | 厲太                                                         |
| 蔡少芬 | 李慧慧 | 李秀芳之保險員 參見宙斯保險公司                                                                                   | Vivian Vivi姐 Vivi 女長人（莫作棟專用） 長頸鹿（羅密歐專用） |
| 羅 莽  | 黎 榮  | 黎小敏之父 患有暴躁症                                                                                             |                                                              |
| 林敬剛 | 化骨龍 | 前厲昌手下 後自立門戶販毒                                                                                         |                                                              |
| 林梓杰 | -      | 化骨龍手下 |                                                              |
| 葉振聲 | -      | 化骨龍手下 |                                                              |
| 雷 恩  | -      | 「玄天聖教」賣淫女教徒（第1、5集） 大陸妓女（第21集）                                                             |                                                              |
| 陳念君 | -      | 大陸妓女 |                                                              |
| 潘嘉文 | -      | 大陸妓女 |                                                              |
| 何綺雲 | -      | 大陸妓女 |                                                              |
| 林遠迎 | 阿廣   | 玄天聖教賣淫集團教主手下（第5集）                                                                                 |                                                              |

#### 君士坦丁堡之血淚(第7-11集)
| 演員   | 角色        | 關係 | 暱稱                       |
| 關德輝 | 葉兆良      | 拍賣行職員 寶石鑑證專家 暗戀趙美美 殺害趙美美、高楓之兇手 于第10集企圖殺害索瑪莉，但反而弄傷史高拔 于第10集被捕 |                            |
| 姚嘉妮 | 趙美美      | 模特兒 詹霑前女友 葉兆良、吳少岳之暗戀對象 利用羅密歐、葉兆良 于第8集被葉兆良推下樓梯身亡                       | Mia 咩啊（莫作棟專用）     |
| 蔡康年 | 吳少岳      | 趙美美之超級狂迷 迷戀趙美美 嫌疑犯                                                                              | 鱷魚仔                     |
| 陳穎妍 | 高 楓       | 女明星 彭國章外遇對象 于第10集被葉兆良推下樓梯身亡                                                              | Fiona                      |
| 魏駿傑 | 羅密歐      | 趙美美群下之臣 嫌疑犯 參見宙斯保險公司                                                                          | Romeo 蘿蔔歐（李慧慧專用） |
| 蔣志光 | 史高拔      | 于第10集為救索瑪莉而被葉兆良推下樓梯受傷 參見西九龍重案組A隊                                                    | 史sir/stupid               |
| 韓君婷 | 索瑪莉      | 莫作棟指使下的臥底 引葉兆良入局 于第10集險被葉兆良推下樓梯 參見西九龍重案組A隊                                  | Mary                       |
| 郭德信 | 彭國章      | 富商 高楓外遇對象                                                                                               |                            |
| 彭凱筠 | 彭 太       | 彭國章之妻 |                            |
| 河國榮 | Mr Anderson | 珠寶拍賣行主席                                                                                                  |                            |

#### 陳偉強連橫兇殺案(第12-17集)
| 演員   | 角色       | 關係 | 暱稱                                                         |
| 駱達華 | 陳 復      | 原名：陳偉強 宙斯保險公司李慧慧辦公室之裝修工人 七年前因與疑犯同名同姓而被拘留，以致無法趕及勸阻其妻帶同兒子跳樓自殺 連環殺害多個“陳偉強”之真兇 于第15集企圖殺害第四個陳偉強未遂 于第16集企圖殺害史高拔未遂，反倒弄傷索瑪莉 于第16集挾持李慧慧 于第17集意外槍傷詹霑，隨後被捕 |                                                              |
| 蔡少芬 | 李慧慧     | 陳偉強之保險員 于第16集被陳復脅持為人質 參見宙斯保險公司 | Vivian Vivi姐 Vivi 女長人（莫作棟專用） 長頸鹿（羅密歐專用） |
| 魏駿傑 | 羅密歐     | 偷竊李慧慧之名單，被莫作棟拘捕 嫌疑犯 參見宙斯保險公司 | Romeo 蘿蔔歐（李慧慧專用）                                   |
| 蔣志光 | 史高拔     | 于第16集被陳復脅持 參見西九龍重案組A隊 | 史sir/stupid/老虎拔                                          |
| 韓君婷 | 索瑪莉     | 于第16集為救史高拔而受傷 參見西九龍重案組A隊 | Mary                                                         |
| 唐文龍 | 詹 霑      | 于第17集被陳復誤射一槍受傷 參見其他演員 | James Jam Jam                                                |
| 梁舜燕 | 蓮         | 陳復的岳母 英之母 自英死後精神錯亂 |                                                              |
| 溫裕紅 | 英         | 陳復之妻 七年前因產後抑鬱症而帶同其子跳樓身亡 |                                                              |
| 邵卓堯 | 陳偉強     | 大排檔牛肉麵小販老闆 于第14集被陳復弄鬆的招牌壓死 | 牛記                                                         |
| 蔡國慶 | 陳偉強     | 外圍賭注公司老闆 于第14集因魚缸被陳復做手腳而漏電身亡 |                                                              |
| 陳狄克 | 陳偉強     | 書報攤色情雜誌老闆 于第15集因汽油燈被陳復做手腳而被火燒死 |                                                              |
| 王偉樑 | 陳偉強     | 道友強（吸毒者） 于第15集險被陳復殺害 | 道友強                                                       |
| 李家鼎 | 鯊魚雄     | | 雄哥                                                         |
| 黎銘諾 | -          | 大排檔牛肉麵小販夥計 |                                                              |
| 鄭家生 | 何 超      | 賣菜佬 |                                                              |
| 趙永洪 | 警 察      | 七年前幫陳復錄口供的CID |                                                              |
| 魏惠文 | 程醫生     | 英的精神科醫生 |                                                              |
| 吳幸美 | 老人院護士 | |                                                              |

#### 死亡的價值(第17-21集)
| 演員   | 角色   | 關係 | 暱稱                             |
| 盧海鵬 | 江義海 | 劉並蒂、余大劍之朋友 程情之男友，后因被程情奪取會館而反目 暗戀劉並蒂多年 余大劍之病人 因程情似當年劉並蒂而愛上其 長期注射異卡波肼 于第19集為嫁禍程情，刻意注射過量異卡波肼而自殺身亡 | 海哥 海叔 阿海（余大劍專用）     |
| 梁雪湄 | 程 情  | 演員新鳳劍 江義海之女友，後因奪取江義海之會館而反目 被江義海視為替代者 被江義海嫁禍                                                                                                  |                                  |
| 雪 妮  | 劉並蒂 | 嫌疑犯 參見莫家 |                                  |
| 胡 楓  | 余大劍 | 江義海主診醫生及朋友 得知江義海欲自殺以嫁禍程情之真相 參見其他演員 | Dr. Yu 大劍哥 劍仔（江義海專用） |
| 彭冠中 | 張子健 | 芳之夫 |                                  |
| 沈可欣 | 芳     | 張子健之妻 |                                  |
| 李海生 | 張大才 | 江義海兄弟 |                                  |
| 招石文 | 福     | 江義海兄弟 |                                  |
| 孫季卿 | 錦     | 江義海兄弟 |                                  |
| 凌禮文 | 昆     | 江義海兄弟 |                                  |
| 陳榮峻 | 林邦   | 大陸賣壯陽藥的醫生（實銷售異卡波肼） 于第21集被捕 |                                  |

#### 放蛇案(第22集)
| 演員   | 角色   | 關係                                                                   | 暱稱                       |
| 魏駿傑 | 羅密歐 | 張先生之保險員 于第22集因藏有受管制性藥物被莫作棟拘捕 參見宙斯保險公司 | Romeo 蘿蔔歐（李慧慧專用） |
| 黃子華 | 莫作棟 | 假扮東瀛人妖，追拿羅密歐 參見莫家                                      | 莫探員/阿棟                |
| 徐 榮  | -      | 記者（第2集） 人妖（第22集）                                           |                            |
| 戴耀明 | -      | 人妖（第22集）                                                         |                            |

#### 影子(第22-25集)
| 演員       | 角色   | 關係 | 暱稱                                                         |
| 劉綽琪     | 沈端兒 | 何子敬之妻 李慧慧、Judy、Mandy、Sandy之舊同學 暗戀詹霑 於第23集車禍受傷，繼而患上情緒病，後假扮李慧慧而與詹霑發生關係 於第24集先後襲擊詹霑及莫作棟致其重傷昏迷，且嫁禍李慧慧，後被制服 | Kitty                                                        |
| 鄭子誠     | 何子敬 | 沈端兒之夫 李慧慧客戶 垂涎李慧慧 何昌之子 於第23集車禍死亡 | Eric                                                         |
| 蔡少芬     | 李慧慧 | 沈端兒之情敵及舊同学 何子敬之保險員及追求對象 被沈端兒嫁禍 參見宙斯保險公司 | Vivian Vivi姐 Vivi 女長人（莫作棟專用） 長頸鹿（羅密歐專用） |
| 唐文龍     | 詹 霑  | 沈端兒之暗戀對象 於第23集誤以為沈端兒是李慧慧而和其發生關係 於第24集被沈端兒襲擊導致頭部受傷昏迷 於第25集出院 參見其他演員                                                             | James Jam Jam                                                |
| 黃子華     | 莫作棟 | 於第24集被沈端兒襲擊導致頭部受傷昏迷 參見西九龍重案組A隊 | 莫探員/阿棟                                                  |
| 周家怡     | Judy   | 整容醫生 李慧慧、沈端兒、Sandy、Mandy之舊同學 |                                                              |
| 朱婉儀     | Sandy  | 會計公司老闆 李慧慧、沈端兒、Judy、Mandy之舊同學 |                                                              |
| 簡慕華     | Mandy  | 李慧慧、沈端兒、Judy、Sandy之舊同學 |                                                              |
| Joe Junior | 法 官  | 審判詹霑遇襲一案 |                                                              |

### 其他演員
| 演員   | 角色   | 關係 | 暱稱                                                  |
| 唐文龍 | 詹 霑  | 1976年12月3日出生 莫作棟、李慧慧私人健身教練 單戀李慧慧 趙美美之前男友                                                          | James Jam Jam                                         |
| 胡 楓  | 余大劍 | 余大劍醫務所及醫院駐診醫生 創傷科主管、骨科醫生、婦科聖手 江義海主診醫生朋友 龍鳳劍二號影迷 劉並蒂舊識 全劇只有莫作棟直呼其全名 | Dr. Yu 大劍哥 Uncle Yu（詹霑專用） 劍仔（江義海專用） |
| 楊卓娜 |        | 醫院護士 |                                                       |
| 鍾禧文 |        | 健身中心接待員 |                                                       |
| 黃熙旋 |        | 健身中心助教 |                                                       |
| 伍濼文 |        | 健身者 |                                                       |
| 林佩君 | Susie  | 余大劍醫務所護士 |                                                       |
| 寧 進  |        | 物理治療師 |                                                       |
| 梁健平 | 平 哥  | 粵語長片演員 |                                                       |
| 黃嘉樂 |        | 粵語長片飛仔及醫生 |                                                       |
| 華忠男 | -      | 羅密歐的大陸客戶 |                                                       |
| 曾守明 | 江 總  | 羅密歐的大陸客戶 |                                                       |

## 收視

### 香港收视
以下為本劇於香港無綫電視翡翠台之收視紀錄：
| 週次 | 集數  | 日期                  | 平均收視 | 最高收視 |
| 1    | 01-05 | 2004年7月19日-7月23日 | 31點     | 33點     |
| 2    | 06-10 | 2004年7月26日-7月30日 | 31點     | 34點     |
| 3    | 11-15 | 2004年8月2日-8月6日   | 31點     |          |
| 4    | 16-19 | 2004年8月9日-8月12日  | 33點     | 35點     |
| 5    | 20-24 | 2004年8月16日-8月20日 | 34點     | 37點     |
| 5    | 25    | 2004年8月22日         | 35點     | 39點     |

### 广州收视
以双网收视合并计算，本剧为2004年广州地区电视剧收视冠军。
以下為本劇於無綫電視翡翠台在广州同步播放之收視紀錄：
| 月份      | 集数  | 省网收视 | 市网收视 | 合计 |
| --------- | ----- | -------- | -------- | ---- |
| 2004年7月 | 1-10  | 11.7     | 13.9     | 25.6 |
| 2004年8月 | 11-25 | 11.7     | 13.7     | 25.4 |

数据来源：CSM媒介研究

## 結局爭議
莫作棟（黃子華飾）在結局時因追捕一個偷竊的小偷而引至舊病復發，最後於回程路上昏迷倒地，失去知覺。這個結局令觀眾感到震驚及悲傷，「爛尾」收場，因此在結局播出當晚，香港廣播事務管理局收到83宗投訴。TVB接獲投訴後在隔天晚上的娛樂大搜查節目中播出原本被剪除的完滿結局（Happy Ending）。 （页面存档备份，存于）

有關節目的投訴：該喜劇的結局悲慘，不恰當和令人不安。男主角的死亡傳遞「滅罪無償」的不當訊息，令人不安及對兒童造成不良影響。

首播後，該大團圓版結局再無出現。在2006年9月29日凌晨劇集時段及2011年6月1日、2016年5月12日的午間劇集時段，本劇重播至最後一集，而電視台播放的大結局版本同樣是上述的悲劇版本，而TVB推出的劇集DVD版本及YouTube片段節錄也是悲劇結局。
而在12年後同監製的電視劇《來自喵喵星的妳》第22集中從史高拔口中已經確認莫作棟已殉職。不過籌備中的《棟篤神探》電影版就交代莫作棟（黃子華飾）殉職的過程，不是哮喘發作身亡，而真是與真兇駁火殉職。

## 外部連結
- 無綫電視官方網頁 - 棟篤神探
- 無綫電視官方網頁(TVBI) - 棟篤神探 （页面存档备份，存于）

| 一屋兩家三姓人 -7月16日    | 一屋兩家三姓人 -7月16日                         | 大唐雙龍傳 7月19日-                             | 大唐雙龍傳 7月19日-                             | 大唐雙龍傳 7月19日-        |
| 皆大歡喜 5月5日-1月22日    |                                                 |                                                 |                                                 |                            |
| 上一套： 隔世追兇 -7月17日 | 翡翠台第三線劇集(2004) 棟篤神探 7月19日-8月22日 | 翡翠台第三線劇集(2004) 棟篤神探 7月19日-8月22日 | 翡翠台第三線劇集(2004) 棟篤神探 7月19日-8月22日 | 下一套： 金枝慾孽 8月23日- |

| 上一套： 倩女幽魂 -2006年8月25日 | 翡翠台第四線重播劇集(2006) 棟篤神探 2006年8月26日-9月29日 00:15-01:15 | 翡翠台第四線重播劇集(2006) 棟篤神探 2006年8月26日-9月29日 00:15-01:15 | 下一套： 流金歲月 2006年9月30日- |

| 翡翠台中午劇集時段 星期一至五 11:45-12:40 | 翡翠台中午劇集時段 星期一至五 11:45-12:40 | 翡翠台中午劇集時段 星期一至五 11:45-12:40 |
| ----------------------------------------- | ----------------------------------------- | ----------------------------------------- |
|                                           | 棟篤神探 （2011.04.26 - 2011.06.01）      |                                           |
| 布衣神相 （2011.03.08 - 2011.04.19）      | 老友狗狗 （2011.06.02 - 2011.06.30）      |                                           |

| 翡翠台中午劇集時段 星期一至五 11:45-12:40 | 翡翠台中午劇集時段 星期一至五 11:45-12:40 | 翡翠台中午劇集時段 星期一至五 11:45-12:40 |
| ----------------------------------------- | ----------------------------------------- | ----------------------------------------- |
|                                           | 棟篤神探 （2016.04.07 - 2016.05.12）      |                                           |
| 賭場風雲 （2016.02.11 - 2016.04.06）      | 隔世追兇 （2016.05.13 - 2016.06.14）      |                                           |

| 香港、 马来西亚、 新加坡 TVB星河频道 好戏珍藏馆时段 · 星期一至五 20:30-21:30 | 香港、 马来西亚、 新加坡 TVB星河频道 好戏珍藏馆时段 · 星期一至五 20:30-21:30 | 香港、 马来西亚、 新加坡 TVB星河频道 好戏珍藏馆时段 · 星期一至五 20:30-21:30 |
| ---------------------------------------------------------------------------- | ---------------------------------------------------------------------------- | ---------------------------------------------------------------------------- |
|                                                                              | 棟篤神探 （2023年2月27日 - 2023年3月31日）                                   |                                                                              |
| 衝呀！瘦薪兵團 （2023年1月27日－2023年2月24日）                              | 武林世家 （2023年4月3日－2023年4月28日）                                     |                                                                              |